# Port lotniczy Machaczkała
Port lotniczy Machaczkała (IATA: MCX, ICAO: URML) – cywilny port lotniczy położony 16,2 km od Machaczkały, w Dagestanie, w Rosji.
W 2023 roku w porcie lotniczym miały miejsce antysemickie zamieszki, w wyniku których doszło do starć pomiędzy policją a protestującymi.

## Kierunki lotów i linie lotnicze
| Linia lotnicza      | Kierunek |
| ------------------- | --- |
| Aerofłot            | 1. Moskwa-Szeremietiewo |
| Air Arabia          | 1. Szardża |
| Azerbaijan Airlines | 1. Baku |
| Flydubai            | 1. Dubaj |
| IrAero              | 1. Antalya 2. Stambuł |
| NordStar            | 1. Moskwa-Domodiedowo 2. Norylsk |
| Nordwind Airlines   | 1. Czelabińsk 2. Kazań 3. Krasnojarsk 4. Moskwa-Szeremietiewo 5. Nowosybirsk 6. Omsk 7. Orenburg 8. Perm 9. Samara 10. Soczi 11. Tiumeń 12. Ufa 13. Jekaterynburg Sezonowo: 1. Sarańsk (od 1 maja 2024) |
| Pobeda              | 1. Antalya 2. Dubaj-Al Maktoum 3. Stambuł 4. Moskwa-Szeremietiewo 5. Moskwa-Wnukowo 6. Sankt Petersburg 7. Surgut                                                                                       |
| Red Wings           | 1. Ałmaty 2. Antalya 3. Buchara 4. Czelabińsk 5. Stambuł 6. Namangan 7. Saratów-Gagarin (od 17 stycznia 2024) 8. Taszkent 9. Urgencz 10. Jekaterynburg 11. Erywań                                       |
| Rossiya Airlines    | 1. Moskwa-Szeremietiewo 2. Sankt Petersburg |
| S7 Airlines         | 1. Moskwa-Domodiedowo 2. Nowosybirsk |
| SCAT Airlines       | 1. Aktau |
| Somon Air           | 1. Duszanbe |
| Ural Airlines       | 1. Moskwa-Domodiedowo 2. Jekaterynburg |
| UTair Aviation      | 1. Mineralne Wody 2. Moskwa-Wnukowo Sezonowo: 1. Surgut |
| UVT Aero            | 1. Kazań |
| Yakutia Airlines    | 1. Moskwa-Wnukowo |